# The Peculiar Institution
 (février 2020).
The Peculiar Institution (sous-titré Slavery in the Ante-Bellum South ; littéralement L'étrange institution : L'esclavage dans le Sud avant la guerre) est un livre de non-fiction sur l'esclavage publié en 1956, par Kenneth M. Stampp de l'université de Californie à Berkeley et d'autres universités. Le livre décrit et analyse les multiples facettes de l'esclavage dans le Sud des États-Unis du XVIIe au milieu du XIXe siècle, y compris la démographie, la vie des esclaves et des esclavagistes, l'économie et les systèmes de travail du Sud, la réponse abolitionniste et du Nord, le commerce des esclaves et les questions politiques de l'époque.
Stampp répond à des historiens comme Ulrich Phillips, qui affirme que de nombreux propriétaires d'esclaves du Sud traitaient correctement leurs esclaves. Si la vie des esclaves pouvait être aussi bonne voire meilleure que celle des travailleurs pauvres du Nord, Stampp dévoile ce traitement comme une stratégie égoïste qui facilitait la vie de certains esclaves pour éviter l'insoumission des autres ou éviter d'éventuelles actions en justice pour mauvais traitement des esclaves. Stampp soutient que ce traitement n'a guère convaincu les esclaves que leur vie était acceptable et que l'insoumission et l'opposition étaient courantes, faisant des esclaves un « bien importun », comme on les appelait à l'époque.
L'expression « institution étrange » pour désigner l'esclavage du Sud a été introduite en 1830 par le grand politicien du Sud John C. Calhoun, puis s'est répandue.

## Points clés
L'intention de Stampp est de répondre aux historiens antérieurs qui avaient caractérisé l'esclavage comme une tradition paternaliste essentiellement bénigne, utile à bien des égards aux esclaves, tradition qui encourageait l'harmonie raciale dans les États du Sud. Stampp caractérise également certains critiques de l'esclavage[Qui ?] pour avoir prétendu que, « pour les Noirs, l'esclavage semblait naturel ; ne connaissant pas d'autre vie, ils l'ont accepté sans y réfléchir beaucoup. Ce n'est pas que l'esclavage était une bonne chose, voyez-vous, mais cela a probablement moins blessé les Noirs que les Blancs. En effet, les Blancs étaient vraiment plus asservis que les esclaves Noirs » (429). Stampp condamne un tel argument et le compare aux arguments pro-esclavagistes avant la guerre civile (guerre de Sécession), qui étaient « basés sur une logique obscure et déroutante » (429).
Stampp a estimé que le débat national sur la moralité de l'esclavage était le point central de la guerre civile américaine, plutôt que les droits des États en rejet de l'amendement sur l'esclavage. Stampp a écrit : « Avant la Guerre civile, l'esclavage du Sud était le problème social le plus profond et le plus vexatoire de l'Amérique. Plus que tout autre problème, l'esclavage importunait continuellement la conscience publique ; n'offrant pas de solution facile... » (vii). Le livre était pour Stampp non seulement sur l'histoire du XIXe siècle, mais un examen nécessaire pour les Américains dans les années 1950, car « c'est un article de foi que la connaissance du passé est une clé pour comprendre le présent » et « il faut savoir ce que l'esclavage signifiait pour le Noir et comment il y a réagi avant de comprendre ses tribulations les plus récentes » (vii). Les travaux ultérieurs d'autres historiens ont qualifié certaines des conclusions de Stampp, [réf. nécessaire] [pas clair], mais The Peculiar Institution reste un texte central dans l'étude de l'esclavage américain.

## Chapitres
- I. « The Setting » (« La mise en place ») - contexte et données démographiques dans le Vieux Sud.
- II. « From Day Clean to First Dark » (« Du jour propre à la première obscurité » (?)) - la vie quotidienne pénible des esclaves ; l'esclavage dans les systèmes de travail du Sud.
- III. « A Troublesome Property » (« Une propriété gênante ») - défiance des esclaves ; Stampp affirme que les esclaves afro-américains ont activement résisté à l'esclavage, non seulement par des soulèvements et des évasions, mais aussi par des ralentissements du travail, en feignant la maladie, en endommageant les machines des plantations et les outils de travail, par le vol et d'autres moyens. Il salue ces actions comme une résistance honorable des esclaves, qui pourraient être utilisées comme modèles par d'autres groupes opprimés, notamment les Noirs américains dans les années 1950.
- IV. « To Make Them Stand in Fear » (« Pour les maintenir dans la peur ») - pratiques disciplinaires et soumission ; sentiments d'infériorité des esclaves ; peur et dépendance dans la vie d'esclave ; religion ; incitations offertes aux esclaves ; structures de pouvoir ; cruauté des propriétaires d'esclaves et des surveillants.
- V. « Chattels Personal » (« Mobilier personnel ») - conflits dans les classifications raciales ; lois et codes des esclaves ; libertés limitées pour les esclaves.
- VI. « Slavemongering » (« Esclavagisme ») - mouvement et vente d'esclaves ; la traite des esclaves africains avant le XIXe siècle ; séparation des familles d'esclaves.
- VII. « Maintenance, Morbidity and Mortality » (« Entretien, morbidité et mortalité ») - nourriture, vêtements, logement et maladie des esclaves.
- VIII. « Between Two Cultures » (« Entre deux cultures ») - systèmes de classes et de castes ; relations personnelles des esclaves et des maîtres ; positions sociales ; sexe, famille, religion, loisirs.
- IX. « Profit and Loss » (« Profits et pertes ») - valeur des esclaves ; gains et pertes économiques liés à l'esclavage ; l'esclavage dans le système économique ; développement agraire contre développement industriel dans le Vieux Sud ; l'épuisement des terres dans le Vieux Sud.
- X. « He Who Has Endured » (« Celui qui a enduré ») - ambiguïté morale des propriétaires d'esclaves ; la défense désespérée de l'esclavage ; effets destructeurs de l'esclavage sur le travail libre, les non-propriétaires d'esclaves et les yeomen blancs dans le Vieux Sud ; torpeur intellectuelle dans le Sud en raison de positions rigides favorables à l'esclavage.

## Utilisation par Martin Luther King Jr.
Dans Where Do We Go from Here: Chaos or Community? (1967), l'auteur Martin Luther King Jr. cite de nombreux extraits de The Peculiar Institution. King décrit la description « fascinante » de Stampp de « l'endoctrinement psychologique qui était nécessaire du point de vue du maître pour faire un bon esclave ».